# Гьянгдзе (уезд)
Гьянгдзе (тиб. རྒྱལ་རྩེ་, Вайли: rgyal rtse, кит. упр. 江孜县, пиньинь Jiāngzī xiàn) — уезд городского округа Шигадзе Тибетского автономного района (КНР).

## История
Уезд был создан в 1959 году и вошёл в состав Специального района Гьянгдзе (江孜专区). В 1962 году из уезда Гьянгдзе был выделен уезд Кангмар. В 1964 году Специальный район Гьянгдзе был присоединён к Специальному району Шигадзе. В 1970 году Специальный район Шигадзе был переименован в Округ Шигадзе. В 2014 году округ Шигадзе был преобразован в городской округ.

## Административное деление
Уезд делится на 1 посёлок и 18 волостей:
- Посёлок Гьянгдзе (江孜镇)
- Волость Тхраринг (车仁乡)
- Волость Тагце (达孜乡)
- Волость Кьилкхар (金嘎乡)
- Волость Цаггъе (加克西乡)
- Волость Цангра (江热乡)
- Волость Кхангтшо (康卓乡)
- Волость Кхарто (卡堆乡)
- Волость Кхарме (卡麦乡)
- Волость Лунгмар (龙马乡)
- Волость Нарол (纳如乡)
- Волость Ньангто (年堆乡)
- Волость Ралунг (热龙乡)
- Волость Расог (热索乡)
- Волость Ринанг (日朗乡)
- Волость Ришинг (日星乡)
- Волость Цангкха (藏改乡)
- Волость Цечен (紫金乡)
- Волость Дронгце (重孜乡)

## Экономика
В уезде развиты пастбищное животноводство, земледелие (ячмень) и пищевая промышленность (цампа, хлеб, лапша, печенье).